# 副島義高
副島 義高（そえじま よしたか、文政10年（1827年） - 明治7年（1874年）4月13日）は、江戸時代後期（幕末）の佐賀藩士。佐賀の乱の首謀者の一人。佐賀の七賢人の一人島義勇の弟。副島謙助とも。副島種臣は母方の従兄弟に当たる。

## 経歴
文政10年（1827年）、佐賀城下の精小路に島義勇、重松基吉の弟として生まれる。兄たちとともに藩校弘道館で学び、長じて副島家の養子となる。
川副三郷（現在の佐賀市川副町）、与賀二郷（同佐賀市東与賀町など）を治める代官を務めたが、明治維新後進められた政策により士族の権利が縮小されるにつれ、不平を募らせた佐賀士族のリーダー的な存在となる。明治6年（1873年）4月には山岡鉄舟に対し建白書を提出するなどしたが効果はなく、明治7年（1874年）2月佐賀の宝林院にて不平士族を結集し、天皇と鍋島家の安全を守ることを掲げた「憂国党」を結成する。なお、憂国党は後に佐賀に戻った兄・島義勇を盟主とするが、実際には副島義高が指揮を執った。また同時期に佐賀では征韓論に伴う方針の違いから結成された「征韓党」が存在していたが、政府の佐賀に対する圧力が強まるにつれ連携を深めていくようになった。
しかし、全国の士族たちの盟主的存在であった島津久光に協力を求めるが断られ、また佐賀藩内武雄領の鍋島茂昌にも憂国党への参加を拒まれてしまい、結果若年士族の暴発と新たに佐賀権令となった岩村高俊の挑発に乗る形で準備不足のまま佐賀の乱に突入してしまった。乱では一時佐賀城を占拠したものの、2週間程度で鎮圧された。その際副島は最後の激戦地となった境原（現神埼市千代田町境原）の戦いで直接指揮をとっている。乱後は兄とともに島津久光を頼って鹿児島に逃れるが当地で捕縛され、裁判後死罪となった。

## 参考資料
- 鈴木鶴子著『江藤新平と明治維新』朝日新聞社、1989年
- 『川副町誌』川副町誌編纂事務局、1979年